# 深度操作系统
深度作業系統，亦稱為deepin，原名Hiweed Linux及Linux deepin，是武汉深之度科技有限公司开发的开源操作系统。它是基于Debian的稳定版本的一个Linux发行版。它可以运行在个人计算机和服务器上，并免费提供给个人用户使用。据DistroWatch的数据，截至2017年，deepin是最受欢迎的源自中国的Linux发行版。
除操作系统外，深度团队也进行桌面环境和配套基础软件的开发，并与第三方厂商合作开发Linux版本应用。目前系统已经拥有很多针对deepin系统开发的应用程序。此外开发团队也參與Linux內核補丁相關作業。

## 歷史與發展

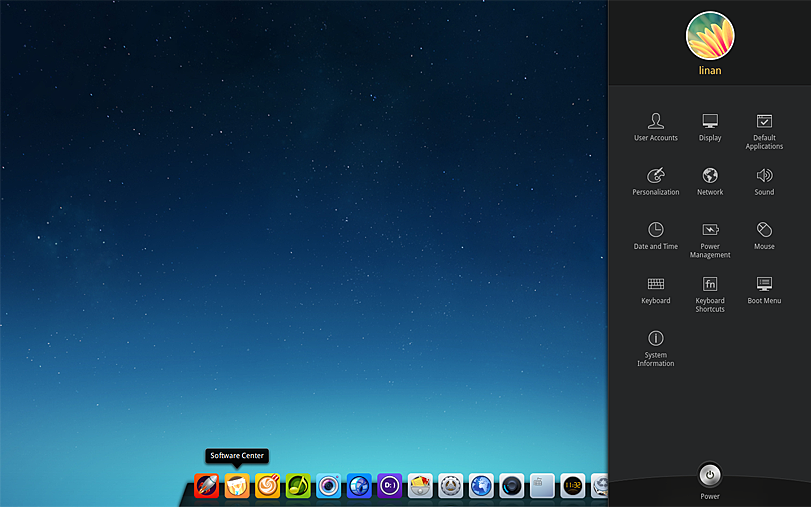
2014介面，標題內容：Deepin 2014 Alpha - 準備好擁抱新深度

deepin系统源于Hiweed Linux（Hiwix）系统，最早的版本Hiwix 0.1发布于2004年2月28日。deepin系统曾多次更名，分别为Hiwix、Hiweed Linux和Linux Deepin，其预设桌面环境也经过不断变化。deepin早期曾使用过IceWM、Xfce、LXDE和GNOME等桌面环境，但是最终确定自行开发深度桌面环境。上游系统则分别使用过Morphix、Debian和Ubuntu。
2011年，deepin开发团队成立武汉深之度科技有限公司，以支持深度操作系统的商业开发。成立首年，深之度即获得商业投资。2015年，深度开发团队科技加入Linux基金会。2019年，华为开始销售预装有深度操作系统专业版的笔记本电脑，但华为笔记本预装的深度操作系统只提供基础功能，不预装深度应用商店。
目前deepin系统已支持超過40種不同的語言，參與的社區用戶和開發者超過300人。深度科技每年会举办一次深度操作系統用戶與開發者大會，截至2022年底，大會已举办12届。
2019年，华为开始销售预装有深度操作系统的笔记本电脑。
Ubuntu开发商Canonical宣布终止俄罗斯业务后，deepin在2022年5月18日举办的线上发布会上宣布将脱离Debian社区，并建设“中国桌面操作系统根社区”。
2022年8月2日，deepin 23 Preview发布。官方介绍了该版本的重要更新——“玲珑”软件包格式。
2023年5月16日，深度操作系统 deepin V23 beta 正式发布，带来了许多新特性，如 DDE 的新变化（新增 Wayland 桌面环境，技术预览版）、终端、跨版本升级和应用兼容等。
2023年9月18日，深度操作系统 deepin V23 Beta2 正式发布，该版本对上一版本（deepin V23 Beta）存在的问题进行了修复，总计修复超过 450 个问题，并进一步优化了功能体验，包括新内核电源续航提升 30%、采用白盒方案优化秘钥环弹窗问题、优化版深度之家正式集成发布镜像中等。
2024年8月15日，deepin（深度）社区正式发布 deepin 23，该版本基于Linux Kernel直接构建，构建了全新的 V23 仓库，对 8000 + 核心包进行升级，搭载 Linux 6.6 LTS 内核。

## 桌面环境
deepin系统曾使用GNOME桌面环境。由于GNOME桌面环境逐渐限制自定义功能，深度团队开始自行开发桌面环境，即深度桌面环境（Deepin DE，简称DDE）。该桌面环境早先使用HTML5等编写，但性能不佳，后来使用Qt重写，后端使用Go。深度桌面环境主要由桌面、启动器、任务栏、控制中心等组成。深度还维护自己的窗口管理器DDE kwin。
一些Linux发行版如Arch Linux等的软件包中也包含Deepin桌面环境。Manjaro Linux曾经也有一个叫做Manjaro Deepin的社区支持版本，该版本预装Deepin桌面环境和配套应用程序。后来Manjaro社区因为DDE尚不成熟，稳定性不佳而不再继续打包Manjaro Deepin社区版的ISO文件，但仍然可以在软件库中手动安装DDE及其相关软件。DDE也可以在Fedora 30的软件库中找到。

## 软件
除了深度桌面环境（DDE），deepin系统也附带一系列由deepin开发团队制作的应用程序，该应用程序通过Deepin工具包（DTK）基于C++和Qt构建，并根据GPL第三版协议开放源代码。以下是由Deepin开发团队创建的Deepin应用程序列表：
- 深度启动盘制作工具
- 深度安装器
- 深度文件管理器
- 深度系统监视器
- 深度软件包安装器
- 深度字体管理器
- 深度备份还原工具
- 深度取色器
- 深度商店
- 深度录屏
- 深度录音
- 深度截图
- 深度终端
- 深度看图
- 深度影院
- 深度云扫描
- 深度OpenSymbol
- 深度音乐
- 深度日历
- 远程协助
- 深度帮助手册
- 深度Emacs
- 深度演示助手
- 深度计算器
- 深度显卡驱动管理器
- 深度系统修复工具
- 深度编辑器

deepin继承来自Debian stable的所有软件包，并为自己的软件库提供流行的软件，如Vivaldi。此外，Deepin系统中预装中国大陆用户常用的WPS Office、搜狗输入法、有道词典、网易云音乐以及其它一些专为Deepin开发的应用。深之度公司是CodeWeavers公司的战略合作伙伴。CodeWeavers的CrossOver的一个版本与Deepin捆绑，现在deepin的CrossOver授权已经到期，但是deepin又自主开发了基于wine的Deepin-wine，因此deepin仍可以较好地运行一些Windows上的软件，如腾讯QQ。

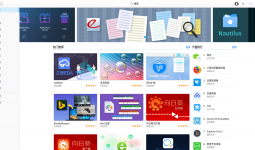
深度商店（Deepin Store）是Deepin系统附带的软件商店
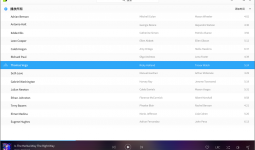
深度音乐（Deepin Music）是Deepin团队开发的一款音乐软件
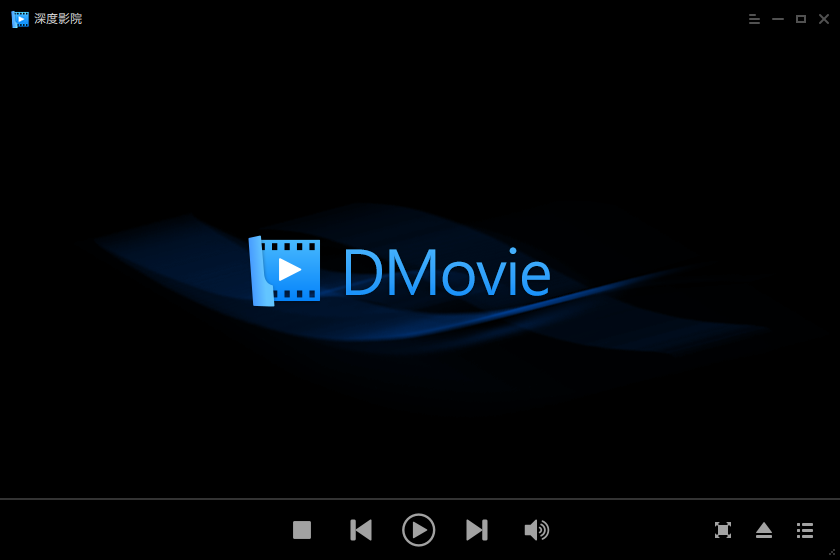
深度影院（Deepin Movie）是Deepin团队开发的视频播放软件，曾经以OtAV作为后端，软件重写后改用性能更好的MPV作为后端。
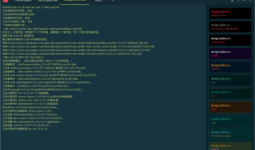
深度终端（Deepin Terminal）是一款基于Gtk/Vala开发的终端程序
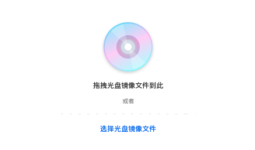
深度启动盘制作工具（Deepin Boot Maker）是方便用户制作Deepin系统启动盘的工具，该软件支持Linux、Windows和macOS三个平台

## 發行版本列表
| 版本                                                     | 發佈日期                             | 桌面環境                | 基礎系統                  |
| -------------------------------------------------------- | ------------------------------------ | ----------------------- | ------------------------- |
| Hiwix 0.1                                                | 2004年2月28日                        | IceWM                   | Morphix                   |
| Hiweed Linux 0.2                                         | 2004年3月3日                         | IceWM                   | Morphix                   |
| Hiweed Linux 0.3                                         | 2004年7月22日                        | Xfce                    | Debian                    |
| Hiweed Linux 0.55                                        | 2004年9月25日                        | Xfce                    | Debian                    |
| Hiweed Linux 0.6                                         | 2005年2月24日                        | Xfce                    | Debian                    |
| Hiweed Linux 1.0                                         | 2006年9月25日                        | Xfce                    | Ubuntu （基于Debian Sid） |
| Hiweed Linux 2.0                                         | 2008年11月17日                       | LXDE                    | Ubuntu （基于Debian Sid） |
| Linux deepin 9.12                                        | 2009年12月30日                       | Xfce                    | Ubuntu （基于Debian Sid） |
| Linux deepin 10.06                                       | 2010年7月23日                        | Xfce                    | Ubuntu （基于Debian Sid） |
| Linux deepin 10.12                                       | 2010年12月31日                       | GNOME 2                 | Ubuntu （基于Debian Sid） |
| Linux deepin 11.06                                       | 2011年7月4日                         | GNOME 2                 | Ubuntu （基于Debian Sid） |
| Linux deepin 11.12                                       | 2011年12月31日                       | GNOME 3                 | Ubuntu （基于Debian Sid） |
| Linux deepin 11.12.1                                     | 2012年3月1日                         | GNOME 3                 | Ubuntu （基于Debian Sid） |
| Linux deepin 12.06                                       | 2012年7月17日                        | GNOME 3                 | Ubuntu （基于Debian Sid） |
| Linux deepin 12.12                                       | 2013年6月19日                        | 深度桌面环境 （DDE）1.0 | Ubuntu （基于Debian Sid） |
| Linux deepin 12.12.1                                     | 2013年8月7日                         | 深度桌面环境 （DDE）1.0 | Ubuntu （基于Debian Sid） |
| Linux deepin 2013                                        | 2013年11月28日                       | 深度桌面环境 （DDE）1.0 | Ubuntu （基于Debian Sid） |
| deepin 2014                                              | 2014年7月6日                         | DDE 2.0                 | Ubuntu （基于Debian Sid） |
| deepin 2014.1                                            | 2014年8月28日                        | DDE 2.0                 | Ubuntu （基于Debian Sid） |
| deepin 2014.2                                            | 2014年12月31日                       | DDE 2.0                 | Ubuntu （基于Debian Sid） |
| deepin 2014.3                                            | 2015年4月28日                        | DDE 2.0                 | Ubuntu （基于Debian Sid） |
| deepin 15                                                | 2015年12月31日                       | DDE 3.0                 | Debian （Sid）            |
| deepin 15.1                                              | 2016年1月29日                        | DDE 3.0                 | Debian （Sid）            |
| deepin 15.1.1                                            | 2016年3月9日                         | DDE 3.0                 | Debian （Sid）            |
| deepin 15.2                                              | 2016年5月31日                        | DDE 3.0                 | Debian （Sid）            |
| deepin 15.3                                              | 2016年9月17日                        | DDE 3.0                 | Debian （Sid）            |
| deepin 15.4                                              | 2017年4月19日                        | DDE 4.0                 | Debian （Sid）            |
| deepin 15.4.1                                            | 2017年7月21日                        | DDE 4.0                 | Debian （Sid）            |
| deepin 15.5                                              | 2017年11月30日                       | DDE 4.4                 | Debian （Sid）            |
| deepin 15.6                                              | 2018年6月15日                        | DDE 4.5                 | Debian （Sid）            |
| deepin 15.7                                              | 2018年8月21日                        | DDE                     | Debian （Sid）            |
| deepin 15.8                                              | 2018年11月15日                       | DDE                     | Debian （Sid）            |
| deepin 15.9                                              | 2019年1月16日                        | DDE                     | Debian （Sid）            |
| deepin 15.10                                             | 2019年4月28日                        | DDE-kwin                | Debian （Stretch）        |
| deepin 15.11                                             | 2019年7月19日                        | DDE-kwin                | Debian （Stretch）        |
| deepin 20                                                | 2020年9月11日                        | DDE 5.0                 | Debian （Buster）         |
| deepin 20.1                                              | 2020年12月28日                       | DDE 5.0                 | Debian （Buster）         |
| deepin 20.2                                              | 2021年3月31日                        | DDE 5.0                 | Debian （Buster）         |
| deepin 20.3                                              | 2021年11月                           | DDE 5.0                 | Debian （Buster）         |
| deepin 20.4                                              | 2022年1月18日                        | DDE 5.0                 | Debian （Buster）         |
| deepin 20.5                                              | 2022年3月31日                        | DDE 5.0                 | Debian （Buster）         |
| deepin 20.6                                              | 2022年5月31日                        | DDE 5.0                 | Debian （Buster）         |
| deepin 20.7                                              | 2022年8月31日                        | DDE 5.0                 | Debian （Buster）         |
| deepin 20.8                                              | 2022年12月8日                        | DDE 5.0                 | Debian （Buster）         |
| deepin 20.9                                              | 2023年4月17日                        | DDE 5.0                 | Debian （Buster）         |
| deepin 23 Beta                                           | 2023年5月16日                        | DDE Wayland             | Linux内核                 |
| deepin 23 Beta2                                          | 2023年9月18日                        | DDE Wayland             | Linux内核                 |
| deepin 23 Beta 3                                         | 2024年2月2日 （页面存档备份，存于）  | DDE Wayland             | Linux内核                 |
| deepin 23 RC                                             | 2024年5月15日 （页面存档备份，存于） | DDE Wayland             | Linux内核                 |
| deepin 23 RC2                                            | 2024年6月13日 （页面存档备份，存于） | DDE Wayland             | Linux内核                 |
| deepin 23 Release                                        | 2024年8月15日 （页面存档备份，存于） | DDE Wayland             | Linux内核                 |
| 格式：舊版本舊版本，仍被支援当前版本最新的预览版未来版本 |                                      |                         |                           |

## 反响
2025年2月，deepin被评为武汉市十大优秀开源软件项目之一。